# Wucheng (socken i Kina, Guangxi)
Wucheng (kinesiska: 武称乡, 武称) är en socken i Kina. Den ligger i den autonoma regionen Guangxi, i den södra delen av landet, omkring 280 kilometer nordväst om regionhuvudstaden Nanning.
Genomsnittlig årsnederbörd är 1 608 millimeter. Den regnigaste månaden är juni, med i genomsnitt 341 mm nederbörd, och den torraste är februari, med 24 mm nederbörd.